# 镜面反射 (数学)

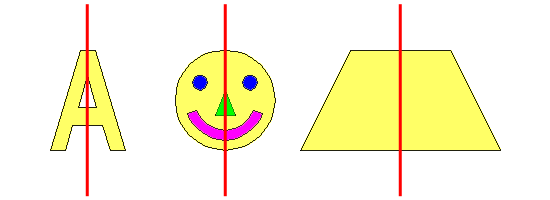
鏡面反射的簡單示例

设α为n维欧氏空间V上的单位向量，称线性变换Sα=ξ-2(ξ,α)α（∀ξ∈V）为n维欧氏空间V的一个镜面反射。

## 基本性质
1. 镜面反射是正交变换。
2. 镜面反射的逆变换为镜面反射。
3. 任意一个正交变换都可以表示成若干个镜面反射的乘积。

## 主要定理
1. 设S为n维欧氏空间V上的正交变换。则S为镜面反射的充要条件：S以1为特征值，且S 属于1的特征子空间V1为n-1维
  - 此定理说明n维欧氏空间V上的镜面反射Sα是向量对以α为法向量的n-1维子空间的反射。
2. 矩阵A=En-2uu′，其中u为n 维列向量，且u′u=1。
  1. Sα为n维欧氏空间V的镜面反射，则Sα在V的任一标准正交基础下的矩阵为A；
  2. n维欧氏空间V的正交变换S在V的某一标准正交基下的矩阵为A，则S为V的镜面反射。
  3. 设σ为n维欧氏空间V的任一正交变换，则σ可表成一些镜面反射的乘积。

## 资料来源
1. 北京大学数学系几何与代数教研室代数小组.高等代数(第二版)[M].北京:高等教育出版社,1988.
2. 张禾瑞、郝炳新.高等代数(第四版)[M].北京:高等教育出版社,1997.1998